# Köderauto
Ein Köderauto, auch Lockvogelauto genannt, ist ein präpariertes Fahrzeug, das in den Vereinigten Staaten, Kanada und England von der Polizei  eingesetzt wird, um Autodiebe zu fassen.
Die Fahrzeuge sind umgebaut u. a. mit GPS-Tracking und Audio/Video-Überwachung und können fernüberwacht und ferngesteuert werden. Ein Notausschalter kann in die Fahrzeuge eingebaut werden, welcher der Polizei erlaubt, den Motor abzuschalten und  die Türen zu verschließen, um eine Flucht der Täter zu verhindern.
In Deutschland wird dieses Verfahren seitens der Polizei nicht praktiziert; da vor allem Menschen verleitet würden, die ansonsten kein Auto stehlen würden, läge eine rechtsstaatswidrige Tatprovokation vor. Privatpersonen hingegen können auch in Deutschland ihr Auto zu einem Köderauto umbauen.

## Verfahren
Das Köderauto, das oft mit Wertgegenständen bestückt wird, um die Aufmerksamkeit von Dieben auf sich zu ziehen, wird in Gegenden mit hohen Autodiebstahlsraten geparkt. In einigen Fällen wird das Fahrzeug einfach unverschlossen mit Zündschlüssel oder auch mit laufendem Motor abgestellt. Sobald das Auto gestohlen wird, wird unverzüglich die Polizei alarmiert. Die Polizei kann das Fahrzeug überwachen oder Kontrollbefehle an das Fahrzeug senden, um z. B. den Motor abzustellen, die Türen zu versperren oder zu hupen. Live Audio/Video-Streaming-Ausrüstung kann installiert werden, um  festzustellen, wie viele Personen sich im Auto befinden, was sie vorhaben und ob sie bewaffnet sind.
Im Jahr 2010 verlieh die „Anti-Vehicle Crime Association of Minnesota“ (Vereinigung gegen Fahrzeugstraftaten, Minnesota) der Polizei von Minneapolis einen Preis für ihr Köderauto-Programm, das zu dem Zeitpunkt schon 12 Jahre lief. Im Jahr 2002 wurde ein ähnliches Projekt entsprechend dem Minneapolis-Programm in Essex, Vereinigtes Königreich, gestartet.
Die größte Köderauto-Flotte in Nordamerika nach dem Minneapolis-Modell wird von dem „Integrated Municipal Provincial Auto Crime Team“ (IMPACT)  mit Sitz in Surrey (British Columbia) in Kanada betrieben. Surrey wurde 2002 von der Royal Canadian Mounted Police als „Hauptstadt des Autodiebstahls in Nordamerika“ bezeichnet. Das im Jahr 2004 gestartete Programm  hat zu einem Rückgang um 55 % bei Autodiebstählen geführt.
Köderautos können als Teil eines sogenannten „Honigtopfes“ verwendet werden als Anreiz für potentielle Täter. Auf diese Weise kann es der Polizei gelingen, bisher als Autodiebe noch nicht in Erscheinung getretene Personen festzunehmen.

## Köderautos im Reality-Fernsehen
Der Einsatz  von Köderautos wird in zahlreichen Dokumentar- und Reality-Fernsehprogrammen dargestellt, z. B. in  „COPS“ und „World's Wildest Police Videos“. Sie waren Hauptthema der „Court TV“–,  jetzt „truTV“– Serie mit dem Titel „Bait Car“ (= Köderauto).